# Peliala lollia
Peliala lollia là một loài bướm đêm trong họ Erebidae.